# Praag 7
Praag 7 is zowel een gemeentelijk district als administratief district van de Tsjechische hoofdstad Praag. Het is het grootste en belangrijkste gemeentelijke district van het gelijknamige administratieve district. Tot het administratieve district behoort ook de gemeentelijke district Praag-Troja.

## Gemeentelijk district
Tot het gemeentelijk district Praag 7 behoort een groot gedeelte van de wijk Holešovice en kleine delen van de wijken Bubeneč en Libeň. Het gemeentelijk district Praag 7 heeft 43.505 inwoners (2006), het administratieve district met dezelfde naam heeft 44.289 inwoners (2006).
Praag 7 ligt grotendeels ingeklemd door de rivier de Moldau. De rivier maakt een lus om het district heen en ligt zodoende ten noorden, oosten en zuiden van Praag 7.

## Aangrenzende districten en gemeenten
In het noorden grenst Praag 7 aan het andere gemeentelijke district van het administratieve district, Praag-Troja. Ten oosten van Praag 6 ligt Praag 8 en aan de zuidkant ligt Praag 1. In het westen grenst het district aan Praag 6.
Praag 1 · Praag 2 · Praag 3 · Praag 4 · Praag-Kunratice · Praag 5 · Praag-Slivenec · Praag 6 · Praag-Lysolaje · Praag-Nebušice · Praag-Přední Kopanina · Praag-Suchdol · Praag 7 · Praag-Troja · Praag 8 · Praag-Březiněves · Praag-Ďáblice · Praag-Dolní Chabry · Praag 9 · Praag 10 · Praag 11 · Praag-Křeslice · Praag-Šeberov · Praag-Újezd · Praag 12 · Praag-Libuš · Praag 13 · Praag-Řeporyje · Praag 14 · Praag-Dolní Počernice · Praag 15 · Praag-Dolní Měcholupy · Praag-Dubeč · Praag-Petrovice · Praag-Štěrboholy · Praag 16-Radotín · Praag-Lipence · Praag-Lochkov · Praag-Velká Chuchle · Praag-Zbraslav · Praag 17-Řepy · Praag-Zličín · Praag 18-Letňany · Praag 19-Kbely · Praag-Čakovice · Praag-Satalice · Praag-Vinoř · Praag 20-Horní Počernice · Praag 21-Újezd nad Lesy · Praag-Běchovice · Praag-Klánovice · Praag-Koloděje · Praag 22-Uhříněves · Praag-Benice · Praag-Kolovraty · Praag-Královice · Praag-Nedvězí